# Galina Tjistiakova
Galina Valentinovna Tjistiakova (ryska: Галина Валентиновна Чистякова), född 26 juli 1962 i Izmajil i Ukrainska SSR i Sovjetunionen, är en sovjetisk-slovakisk friidrottare. Hon innehar sedan 1988 världsrekordet i längdhopp. Som slovakisk medborgare är hon känd under stavningen Galina Čisťakovová. Under stora delar av karriären (inklusive VM-tävlingar från 1985) deltog hon i de engelskspråkiga resultatlistorna under den ukrainskinfluerade namnstavningen Halyna Chystiakova

## Biografi
Tjistiakova började med friidrott 1972, och hon valdes 1979 till medlem av sovjetiska landslaget. Hennes genombrott kom när hon 1985 när hon i Aten vann guld i längdhopp vid EM inomhus, med ett hopp på 7,01 meter. Året efter deltog hon vid EM i Stuttgart där hon hoppade 7,09 och slutade tvåa bakom tyskan Heike Drechsler. 
1987 deltog hon vid EM inomhus i franska Liévin, där hennes 6,89 räckte till en andra plats efter Drechsler. Hon deltog även vid VM 1987 i Rom, där hon slutade på femte plats med ett hopp på 6,99.
Under 1988 började hon med att delta vid EM inomhus i Budapest, där hon hoppade 7,24 och vilket räckte till en silvermedalj åter bakom Drechsler. Samma år hoppade hon den 11 juni 7,45 och 7,52 vid en tävling i Leningrad; sistnämnda notering var sju centimeter längre än det då gällande världsrekordet som Drechsler och Jackie Joyner-Kersee delade. Hoppet gjorde henne till favorit inför Olympiska sommarspelen 1988 i Seoul, men väl där blev det en bronsmedalj med ett hopp på 7,11 och slagen av Drechsler och Joyner-Kersee. Tjistiakovas 7,52 är dock ännu gällande världsrekord (2021). 
Under 1989 blev hon både världsmästare inomhus och Europamästare inomhus. 
I EM inomhus 1990 vann hon guld i både längdhopp och tresteg. 1990 genomgick hon en knäoperation och nådde efter denna aldrig samma längder som tidigare. Tjistiakova bytte efter Sovjetunionens fall till slovakiskt medborgarskap.
Tjistiakova har vid ett flertal tillfällen gjort framstående noteringar även i tresteg. Hennes personbästa är på 14,76, satt den 27 juni 1995 vid tävlingar i Luzern. Dagen efter förbättrade hon detta med åtta centimeter under en tävling i Innsbruck; denna är dock inte noterad som officiellt giltig på grund av för stark vind. Sex år tidigare hade hon hoppat 14,52, vilket då var lika med nytt världsrekord.
Efter Sovjetunionens upplösning misslyckades Tjistiakova med att ta plats i det ryska friidrottslandslaget. Hon flyttade därefter till Slovakiens huvudstad Bratislava och fick 1996 slovakiskt medborgarskap. Hon representerade sitt nya hemland både vid 1996 års olympiska sommarspel och vid friidrotts-VM året därpå, dock utan några större framgångar. Nationellt var hon dock framgångsrik med slovakisk mästerskapsguld i längdhopp 1996 och dito i tresteg 1996 och 1998.